# Espiral hiperbólica

Espiral hiperbólica. a=1

Una espiral hiperbólica es una curva plana trascendental, también conocida como espiral recíproca. Se define por la ecuación polar rθ = a, y es la inversa de la espiral de Arquímedes.
Pierre Varignon estudió por vez primera la curva en 1704. Más tarde, Johann Bernoulli y Roger Cotes también trabajaron en la curva.

## Ecuación
La espiral hiperbólica tiene la siguiente ecuación polar:

{\displaystyle r={\frac {a}{\theta }}}

Comienza en una distancia infinita del polo central (para θ comenzando desde cero, r = a/θ comienza desde el infinito), y se enrolla cada vez más rápidamente mientras se aproxima al polo central, la distancia de cualquier punto al polo, siguiendo la curva, es infinito. Aplicando la transformación desde el sistema de coordenadas polares:

{\displaystyle x=r\cos \theta ,\qquad y=r\operatorname {sen} \theta ,}

conduce a la siguiente representación paramétrica en coordenadas cartesianas:

{\displaystyle x=a{\cos t \over t},\qquad y=a{\operatorname {sen} t \over t},}

donde el Parámetro t es un equivalente de θ en las coordenadas polares.

## Propiedades

La longitud de la subtangente polar de una espiral hiperbólica es constante.

La espiral tiene una asíntota en y = a: cuando t se aproxima a cero, la ordenada se aproxima hacia a, mientras que la abscisa crece hasta el infinito:

{\displaystyle \lim _{t\to 0}x=a\lim _{t\to 0}{\cos t \over t}=\infty ,}

{\displaystyle \lim _{t\to 0}y=a\lim _{t\to 0}{\operatorname {sen} t \over t}=a\cdot 1=a.}

La longitud de la subtangente polar de una espiral hiperbólica es constante.